# Maasbüll
Maasbüll (en danois: Masbøl) est une commune de l'arrondissement de Schleswig-Flensbourg, Land de Schleswig-Holstein.

## Géographie
Elle comprend les quartiers de Krim, Maasbüllfeld, Maasbüllhof, Maasbüllmoor, Neukrug, Ruhnmark et Rüllschau.

## Histoire
On trouve sur le territoire de la commune des alignements mégalithiques de l'âge du bronze et des tumulus de l'âge de la pierre.
L'église Saint-Michel de Rüllschau est construite au XIIIe siècle sur un ancien site païen. Elle fait partie aujourd'hui d'une paroisse protestante composée avec Hürup.
Rüllschau (en danois, Rylskov) est mentionné pour la première fois en 1430 sous le nom de "Rolschouw" ("forêt des loups") et Maasbüll en 1445 sous le nom de "Masbul" (cité sur le marais).
L'auberge fondée en 1752 sur l'ancienne route entre Flensbourg et Kappeln est ouverte depuis 1752, le bâtiment actuel date de 1911.
En 1881, une gare est construite à Maasbüll sur la ligne Kiel - Flensbourg (de). Elle est fermée en 1980.
En 1965, Rüllschau et Maasbüll fusionnent sous le nom de Rüllschau-Maasbüll. Bien que Rüllschau soit le siège de la paroisse, on ne retient en 1969 que le nom de Maasbüll car le village bénéficie d'une meilleure desserte routière.

## Source, notes et références
- (de) Cet article est partiellement ou en totalité issu de l’article de Wikipédia en allemand intitulé « Maasbüll » (voir la liste des auteurs).